# Büren (Soleura)
Büren es una comuna suiza del cantón de Soleura, situada en el distrito de Dorneck. Limita al noroeste con la comuna de Hochwald, al norte con Gempen al noreste con Nuglar-Sankt Pantaleon, al este con Lupsingen (BL), al sureste con Ziefen (BL), y al sur y suroeste con Seewen.